# 斯台曼問叫
斯台曼問叫是橋牌中的一種人為特約，是橋牌歷史上最古老也最常被使用的特約之一。在同伴開叫1NT或2NT後（或者是對著敵方的一線開叫以1NT蓋叫），答叫方以2C（2♣）或3C（3♣）來詢問開叫人的花色分布狀況，並不代表梅花有任何的大牌或長度。這個特約幾乎被所有的叫牌體系所採納，不過因應各個體系中1NT的點力和花色分布要求不同，而會有一些細節上的變化。
此特約以美國橋牌選手山姆·斯台曼命名，他在1945年對於這個特約的使用作出了詳細的介紹，但其實是由斯台曼的隊友喬治·瑞皮在1944年發明。不過現在一般認為這個特約最早的發明人實際上應該是英國橋牌選手傑克·馬爾克斯，他早在1939便發明了這個特約，但他要到1946年才發表他的使用心得。

## 基本原理
根據模擬，在兩人合計持有26大牌點的時候，如果他們有一個合計八張的花色配合，那打成一個四線王牌合約的成功率大約是八成、五線王牌合約的成功率是三成、而三線無王合約的成功率是六成。而25牌點的三線無王合約成功率大概是一半。
因此，當雙方持有差不多這個範圍的力量時，顯然他們最希望能夠找到八張高花的配合，這是最有可能打成一局的機會。一般來說，開叫1NT的人兩門高花大概都是二到四張，如果答叫人手上持有足夠的牌點和一門六張或更多的高花，他可以直接用德克薩斯轉換叫，因為他很肯定這時候雙方在這個花色上至少有八張；類似地，當持有五張高花的時候，他也會先用雅可比轉換叫來表達他手上的情況，如果開叫人有三張或四張，就用一些額外的叫品來表示歡迎，就算最後被迫要打一個七張的王牌配合，也不是太糟的情況。
但如果答叫人持有差不多10牌點以及至少一門剛好四張的高花時該怎麼辦呢？如果其實雙方其中一門高花有配合，那四線高花的合約成功率是比3NT高的，肯定是要試著找看看的，但要是喊太高了才發現沒有配合，最慘的情況可能會要打一個4-2分配的王牌合約，這是非常危險的（通常能在這種分配下打成一個四線王牌合約的話，同樣的牌打無王合約是非常高機率可以吃到一樣多副牌的，而3NT超一的分數要高於剛好打成的四線高花合約）。因此，要如何有效率地找尋雙方各四張的高花配合，而且要在沒有配合時能夠盡快的煞車，就成了最重要的問題，史蒂曼問叫這個特約便是為了處理這個情況而產生。

## 標準斯台曼
一般來說，答叫人要使用這個特約，至少要有邀請進局的實力，而這個數字隨著各個體系的1NT開叫的點力要求而有所不同。具體來說，當開叫人是1NT開叫的高限點力時，雙方應該要有至少25牌點。以美國標準黃卡為例，1NT開叫是15~17牌點，那答叫人至少要有8點才能使用這個特約。首先，如果找不到配合而且遇上低限點力開叫，那雙方很可能就得在不一定有牌組配合的情況下打一個2NT的合約，23點是確保這個合約有足夠成功率的基本力量。再者，答叫人若是連這一點點力量都沒有還想要能成局，則勢必需要有一門六張或甚至更長的牌組，那大可以用上述的轉換叫來詢問莊家是否能配合，反之若沒有堅強牌組也沒有對應點力的話，成局是很困難的，不如直接停在原本開叫的1NT合約。
而如果是2NT開叫，情況則有不同，因為這時如果找不到高花配合，停下來的合約大概就會是3NT，因此答叫人必須要確保在開叫人持有2NT的低限點力時，雙方合計也有25點。以美國標準黃卡為例，2NT開叫是20或21牌點，那答叫人至少要有5點才能使用這個特約。
而開叫人一般會做出以下三種回答中的其中一種（如果是2NT開叫後的斯台曼，那下面所有回答都加高一線即可）：
- 2D（2♦）表示兩門高花都沒有四張。
- 2H（2♥）表示至少有四張紅心，可能還會有四張黑桃。有些玩家會約定除了張數之外，還必須要在這一門有一些基本的力量才能回答指定的高花。
- 2S（2♠）表示至少有四張黑桃，正常來說不會有四張紅心。但在上述的情況下，開叫人在持有四張紅心爛牌和四張有點力量的黑桃時，某些玩家便會選擇叫出黑桃。

此時答叫人多半是要負責決定最終合約的人，因為開叫人的點力上下限和牌型已經大致上清楚。如果有配合的高花牌組，答叫人可以叫出三線合約邀請、四線合約束叫、或者甚至以其他叫品繼續詢問滿貫的可能性。如果沒有配合的高花，便依照雙方合計的點力尋找合適線位的無王合約，或在少數情況下繼續詢問可能的低花配合。
原先這個特約的設計是為了讓持有至少一門四張以上高花的答叫人可以尋找四線高花合約，不過現在也有人沒有任何一門高花四張就使用斯台曼答叫，就只是單純想更進一步了解開叫人牌情，或者是變相尋找低花配合，只要持有的點力足夠即可。另外，如果答叫人持有四張高花帶頭的4333牌型，使用這個特約要更為謹慎，因為這個時候就算兩邊在這門高花有4-4配合，三線無王合約可能會比四線高花合約還更好打成：隊友已經開叫1NT了，而自己手上也拿著如此平均的牌型，兩個人很可能整場連一個王吃的機會都做不出來，除非是有一個旁門有被打穿的疑慮，不然打無王合約顯然是比較好的。
某些叫牌體系中，若持有25~27點均型牌時會開叫3NT，此時答叫人的4C可能是格伯問A特約或者是斯台曼，可由同伴間自行決定。

## 變體

### 雙用史蒂曼問叫
雙用史蒂曼是一種只使用在1NT開叫後的變體，一般來說這個特約常見於弱無王開叫的叫牌體系，例如精準制。
首先，和標準史蒂曼相同，答叫人手上至少要有足夠邀請的點力才能使用這個特約。而所謂的雙用，是指這個問叫同時還表達了答叫人的牌力分級：如果答叫人手上大概是10個牌點上下，僅能在開叫人持有高限力量時成局，那他就答叫2C，開叫人的回答和標準史蒂曼完全一致；而若是答叫人持有迫叫進局的點力（以精準制來說，至少12或13個牌點），此時就改答叫2D，如果開叫人持有至少一門四張以上的高花便可叫出，若是沒有的話則改成叫出2NT。答叫人可以視自己手上牌型的好壞來微調這些點力的分級線。
這種變體在使用上和同樣常見於1NT開叫後的雅可比轉換叫是互斥的，使用時一定要和同伴確認過雙方究竟使用哪種特約。

### 低花史蒂曼問叫
低花史蒂曼是標準版本的延伸，而且可以和標準版本一起使用，甚至還兼容了同樣常用於1NT開叫後的雅可比轉換叫。這個特約的使用方式是：在1NT開叫之後，若沒有被干擾的情況下答叫2S，則是表示想要詢問開叫人低花的力量，開叫人依照以下方式回答。
- 2NT表示沒有任何一門低花四張
- 3C（3♣）表示四張或五張梅花，如果是四張則可能還會有四張方塊
- 3D（3♦）表示四張或五張方塊，沒有四張梅花

一般來說，答叫人使用這個特約時已經先否認持有任何的四張高花，否則他應該先使用標準史蒂曼尋找高花配合；而若是四張低花帶頭的4333牌型，則應該考慮打無王合約就好；而若是只有一門低花五張以上，其他花色都不超過三張，那他會使用低花轉換叫。綜合以上三個前提，可以得到一個重要的結論：使用這個特約的人肯定兩門低花都至少有四張。
使用這個特約的點力或牌型要求高於標準版本的史蒂曼。同樣地，答叫人必定是覺得在開叫1NT的範圍內是有可能低花成局才應該使用這個特約，而雙方合計26點加八張王牌這個力量是不夠的，必須要有更多的牌點或者是王牌數量。具體來說，答叫人必須預設當開叫人低花為3-2分布且持有底限牌點時，雙方合計也有至少23個牌點和一門八張的低花，因為三線低花合約是最低的停止線，這也是在開叫人持有高限力量時有可能成局的最低要求。由此推論，如果答叫人持有標準史蒂曼最低要求的8個牌點，低花需要有6-4或者5-5這種極端強的分配；10到12個牌點時，至少要有5-4或更好的低花，或者是4-4低花但在兩個高花都有大牌（但一般來說拿這種牌的話就算低花能成局也不太可能有滿貫的，不如直接答叫3NT即可）；而持有13個牌點以上時，只要有4-4的低花就可以叫出2S，就算一連串的問答後找不出配合，這個力量要打七張王牌的四線低花合約（這時候甚至很可能會有七張配合的高花合約可以嘗試）或者是4NT的成功率都還是很高的。
如果隊友開叫了2NT，答叫3S同樣也是低花史蒂曼，開叫人把所有回答都加高一線即可。但此時由於開叫人的回答很可能會超過3NT這條線，答叫人要很肯定至少有能力在開叫人持有2NT底限力量時，也能打成五線低花或4NT之中的某一種合約、而且是在開叫人有配合時想要打滿貫的意圖才應該使用這個特約。具體來說，對2NT開叫時回答3S，跟對1NT開叫時回答2S所要求的力量大致相同，這點和標準史蒂曼有很大的不同。
要注意的是，若是開叫人下家的敵方做出任何的干擾，則後續的叫品都是自然叫。比方說一個1NT-2H-2S的叫牌過程中，答叫人的2S表達五張以上的黑桃跟大概不到10點的底限力量。